# Landriano
Landriano là một đô thị ở tỉnh Pavia trong vùng Lombardia của Ý, có cự ly khoảng 20 km về phía đông nam của Milan và khoảng 15 km về phía đông bắc của Pavia. Tại thời điểm ngày 31 tháng 12 năm 2004, đô thị này có dân số 4.794 người và diện tích là 15,5 km².
Landriano giáp các đô thị sau: Bascapè, Carpiano, Siziano, Torrevecchia Pia, Vidigulfo.